# Chrysomela knabi
Espèce
Chrysomela knabi est une espèce de chrysomèles inféodée aux Salicaceae, appartenant au sous-genre Macrolina et au groupe monophylétique interrupta (Termonia, 2002)